# 217-es busz (Budapest)
A budapesti 217-es jelzésű autóbusz a Kőbánya alsó vasútállomás és a Pestszentlőrinc, Szarvas csárda tér között közlekedik. A vonalat a Budapesti Közlekedési Zrt. üzemelteti. A járműveket a Dél-pesti autóbuszgarázs állítja ki.
Az autóbusz hétvégén eltérő útvonalon jár (Gyömrői út – Sibrik Miklós út – Gergely utca), ezért ekkor nem érinti a Sibrik Miklós út, Vasgyár utca, Diósgyőri utca, Gyömrői út / Kada utca és a Gergely utca megállókat.

## Története
A 2008-as paraméterkönyv első ütemének bevezetésével augusztus 19-én a 17-es busz megszűnt, 21-én a 17-es busz jelzését 217-esre módosították, mely hétvégén a Gergely utcán és a Sibrik Miklós úton közlekedik. Elindult a 17-est kiváltó 217E is a Blaha Lujza tér és a Szarvas csárda tér között, a 32-esek terét kivéve a korábbi gyorsjárat kimaradó megállóit pótolva. A 117-es busz útvonala is módosult: új útvonalon közlekedik az Újhegyi lakótelepen, a régi útvonalát az új 185-ös busz vette át.
2012. december 15-én a 217-es és 217E járaton bevezették az első ajtós felszállási rendet.

## Útvonala
| Pestszentlőrinc, Szarvas csárda tér felé |
| Kőbánya alsó vasútállomás vá. – Korponai utca – Állomás utca – Halom utca – Martinovics tér – Bolgár utca – Gergely utca – (hétköznap Kada utca / hétvégén Sibrik Miklós út) – Gyömrői út – Ráday Gedeon utca – Üllői út – Pestszentlőrinc, Szarvas csárda tér vá.                                        |
| Kőbánya alsó vasútállomás felé |
| Pestszentlőrinc, Szarvas csárda tér vá. – Haladás utca – Czuczor Gergely utca – Ráday Gedeon utca – Gyömrői út – (hétköznap Kada utca / hétvégén Sibrik Miklós út) – Gergely utca – Ihász utca – Kápolna tér – Kápolna utca – Martinovics tér – Halom utca – Állomás utca – Kőbánya alsó vasútállomás vá. |

## Megállóhelyei
| 217 (Kőbánya alsó vasútállomás ◄► Pestszentlőrinc, Szarvas csárda tér) | 217 (Kőbánya alsó vasútállomás ◄► Pestszentlőrinc, Szarvas csárda tér) | 217 (Kőbánya alsó vasútállomás ◄► Pestszentlőrinc, Szarvas csárda tér) | 217 (Kőbánya alsó vasútállomás ◄► Pestszentlőrinc, Szarvas csárda tér) | 217 (Kőbánya alsó vasútállomás ◄► Pestszentlőrinc, Szarvas csárda tér) | 217 (Kőbánya alsó vasútállomás ◄► Pestszentlőrinc, Szarvas csárda tér)      | 217 (Kőbánya alsó vasútállomás ◄► Pestszentlőrinc, Szarvas csárda tér) | 217 (Kőbánya alsó vasútállomás ◄► Pestszentlőrinc, Szarvas csárda tér) |
| Perc (↓)                                                               | Perc (↓)                                                               | Megállóhely                                                            | Perc (↑)                                                               | Perc (↑)                                                               | Átszállási kapcsolatok                                                      |                                                                        |                                                                        |
| ---------------------------------------------------------------------- | ---------------------------------------------------------------------- | ---------------------------------------------------------------------- | ---------------------------------------------------------------------- | ---------------------------------------------------------------------- | --------------------------------------------------------------------------- | ---------------------------------------------------------------------- | ---------------------------------------------------------------------- |
| 0                                                                      | 0                                                                      | Kőbánya alsó vasútállomás végállomás                                   | 24                                                                     | 25                                                                     | 9, 95, 117, 151, 162, 185, 195, 262 3, 28, 28A, 62, 62A 73 S21 S50 G50 Z50  |                                                                        |                                                                        |
| 0                                                                      | 0                                                                      | Szent László tér                                                       | 22                                                                     | 23                                                                     | 9, 162, 185, 262 3, 28, 28A, 62, 62A                                        |                                                                        |                                                                        |
| 2                                                                      | 2                                                                      | Kápolna utca (↓) Kápolna tér (↑)                                       | 20                                                                     | 21                                                                     | 95, 195 73                                                                  |                                                                        |                                                                        |
| 3                                                                      | 3                                                                      | Ihász utca                                                             | 20                                                                     | 19                                                                     |                                                                             |                                                                        |                                                                        |
| 4                                                                      | 4                                                                      | Kőér utca                                                              | 19                                                                     | 18                                                                     |                                                                             |                                                                        |                                                                        |
| 5                                                                      | 5                                                                      | Szlávy utca                                                            | 19                                                                     | 17                                                                     |                                                                             |                                                                        |                                                                        |
| 6                                                                      | 6                                                                      | Kada utca                                                              | ∫                                                                      | ∫                                                                      |                                                                             |                                                                        |                                                                        |
| A szürke hátterű megállókat hétvégén és ünnepnapokon nem érinti!       |                                                                        |                                                                        |                                                                        |                                                                        |                                                                             |                                                                        |                                                                        |
| ∫                                                                      | ∫                                                                      | Gergely utca                                                           | 18                                                                     | ∫                                                                      |                                                                             |                                                                        |                                                                        |
| 7                                                                      | ∫                                                                      | Gyömrői út (↓) Kada utca (↑)                                           | 18                                                                     | ∫                                                                      |                                                                             |                                                                        |                                                                        |
| 8                                                                      | ∫                                                                      | Diósgyőri utca                                                         | 17                                                                     | ∫                                                                      | 117, 151, 217E                                                              |                                                                        |                                                                        |
| 8                                                                      | ∫                                                                      | Vasgyár utca                                                           | 16                                                                     | ∫                                                                      | 117, 151                                                                    |                                                                        |                                                                        |
| 9                                                                      | ∫                                                                      | Sibrik Miklós út                                                       | 16                                                                     | ∫                                                                      | 68, 85, 98, 98E, 117, 151, 268                                              |                                                                        |                                                                        |
| A barna hátterű megállókat csak hétvégén és ünnepnapokon érinti!       |                                                                        |                                                                        |                                                                        |                                                                        |                                                                             |                                                                        |                                                                        |
| ∫                                                                      | ∫                                                                      | Gergely utca 80.                                                       | ∫                                                                      | 17                                                                     |                                                                             |                                                                        |                                                                        |
| ∫                                                                      | 7                                                                      | Noszlopy utca                                                          | ∫                                                                      | 16                                                                     |                                                                             |                                                                        |                                                                        |
| ∫                                                                      | 9                                                                      | Gergely utca (Sibrik Miklós út) (↓) Gergely utca (↑)                   | ∫                                                                      | 47                                                                     | 68, 85, 268                                                                 |                                                                        |                                                                        |
| 10                                                                     | 10                                                                     | Újhegyi út                                                             | 12                                                                     | 12                                                                     | 98, 98E, 217E                                                               |                                                                        |                                                                        |
| 11                                                                     | 11                                                                     | Gyömrői út 132. (↓) Gyömrői út 105. (↑)                                | 11                                                                     | 11                                                                     | 98, 98E, 217E                                                               |                                                                        |                                                                        |
| 12                                                                     | 12                                                                     | Hangár utca                                                            | 10                                                                     | 10                                                                     | 98, 98E, 217E                                                               |                                                                        |                                                                        |
| 13                                                                     | 13                                                                     | Gyömrői út 156. (↓) Gyula utca (↑)                                     | 9                                                                      | 9                                                                      | 98, 98E, 217E                                                               |                                                                        |                                                                        |
| 14                                                                     | 14                                                                     | Felsőcsatári út                                                        | 8                                                                      | 8                                                                      | 36, 95, 98, 98E, 193E, 200E, 217E, 282E, 284E 577                           |                                                                        |                                                                        |
| 15                                                                     | 15                                                                     | Pestszentlőrinc vasútállomás (átjáró)                                  | 7                                                                      | 7                                                                      | 36, 98, 98E, 200E, 217E S50                                                 |                                                                        |                                                                        |
| 17                                                                     | 17                                                                     | Vajk utca                                                              | 6                                                                      | 6                                                                      | 98, 193E, 217E                                                              |                                                                        |                                                                        |
| 18                                                                     | 18                                                                     | Csaba utca                                                             | 5                                                                      | 5                                                                      | 98, 98E, 217E                                                               |                                                                        |                                                                        |
| 19                                                                     | 19                                                                     | Fedezék utca                                                           | 4                                                                      | 4                                                                      | 93, 93A, 98, 98E, 198, 200E, 217E 577                                       |                                                                        |                                                                        |
| 20                                                                     | 20                                                                     | Kosztolányi Dezső utca                                                 | 3                                                                      | 3                                                                      | 93, 93A, 198, 217E                                                          |                                                                        |                                                                        |
| 21                                                                     | 21                                                                     | Lőrinci temető                                                         | 2                                                                      | 2                                                                      | 93, 93A, 182, 182A, 184, 198, 217E, 282E, 284E                              |                                                                        |                                                                        |
| 22                                                                     | 22                                                                     | Gárdonyi Géza utca                                                     | 1                                                                      | 1                                                                      | 93, 93A, 217E                                                               |                                                                        |                                                                        |
| 23                                                                     | 23                                                                     | Szarvas csárda tér                                                     | ∫                                                                      | ∫                                                                      | 183, 193E, 217E                                                             |                                                                        |                                                                        |
| 25                                                                     | 25                                                                     | Pestszentlőrinc, Szarvas csárda tér végállomás                         | 0                                                                      | 0                                                                      | 93, 93A, 182, 182A, 183, 184, 193E, 198, 217E, 236, 236A, 282E, 284E 50 577 |                                                                        |                                                                        |